# 2С-02-7
2С-02-7 — типовий проєкт цегляної чотириповерхової школи, розроблений у 1964 ЦНДІЕП навчальних будівель (Москва). Розрахований на 1280–1320 учнів у 32 клясних приміщеннях. Школи за проєктом збудовані в Росії, Україні та Білорусі.

Н-подібна в плані будівля. Крило з клясами 32 кроки вікон довжиною чотириповерхове, крило спортзалу, актового залу, їдальні та бібліотеки двоповерхове, з'єднані між собою двоповерховим крилом з головним входом, вестибюлем і трудовими майстернями.

## Галерея

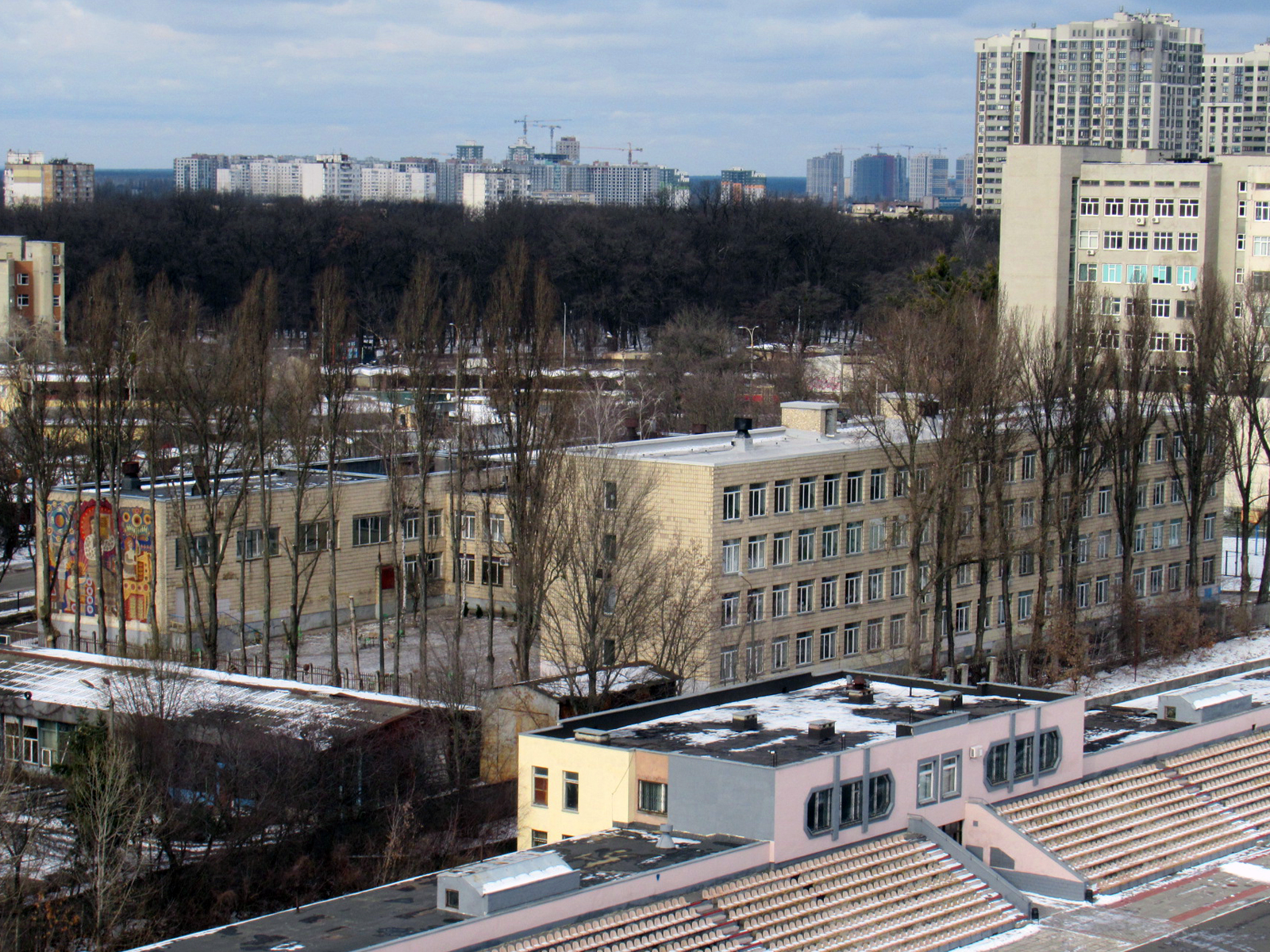
Київ, школа № 82, 1969
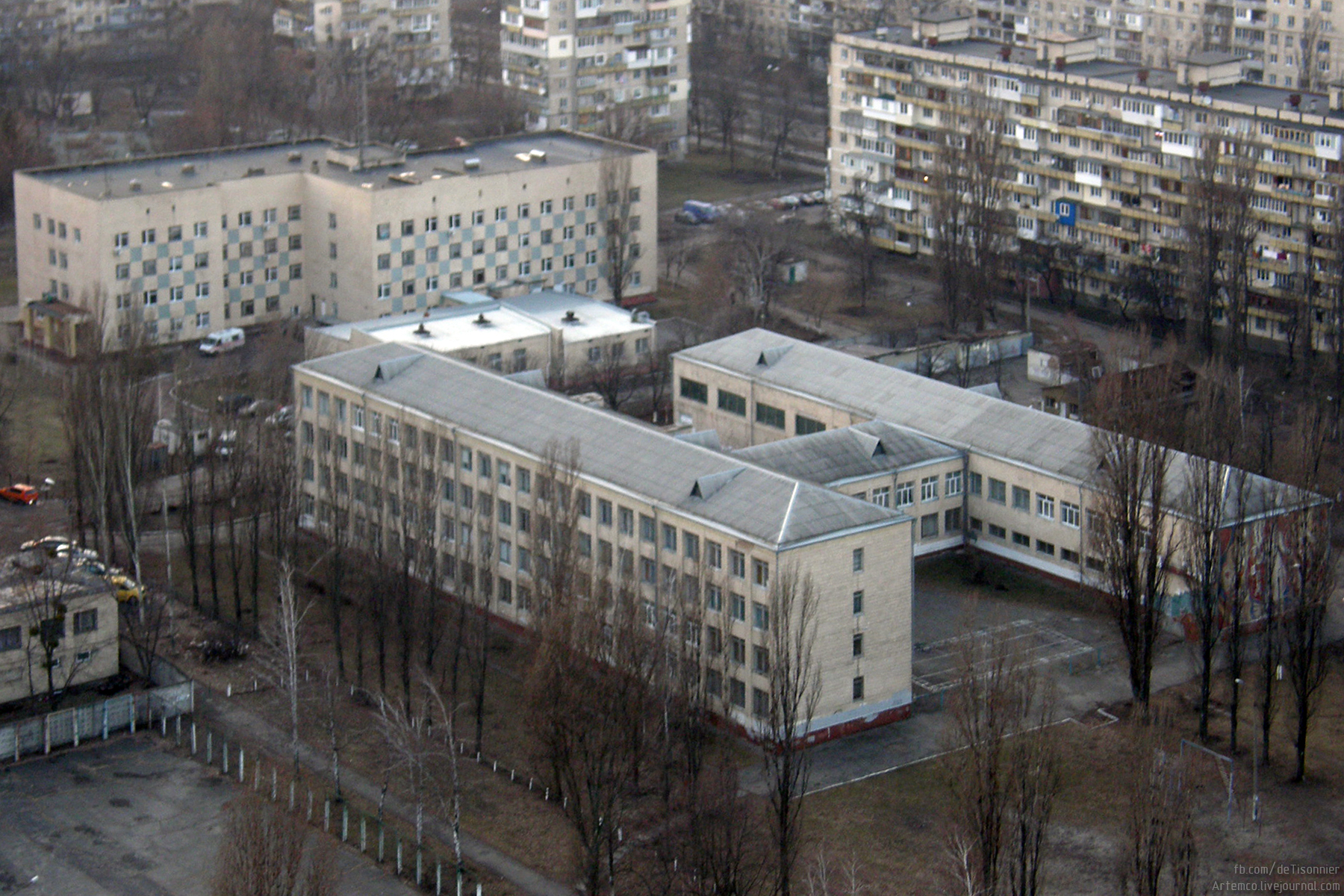
Київ, школа № 152, 1970 р.
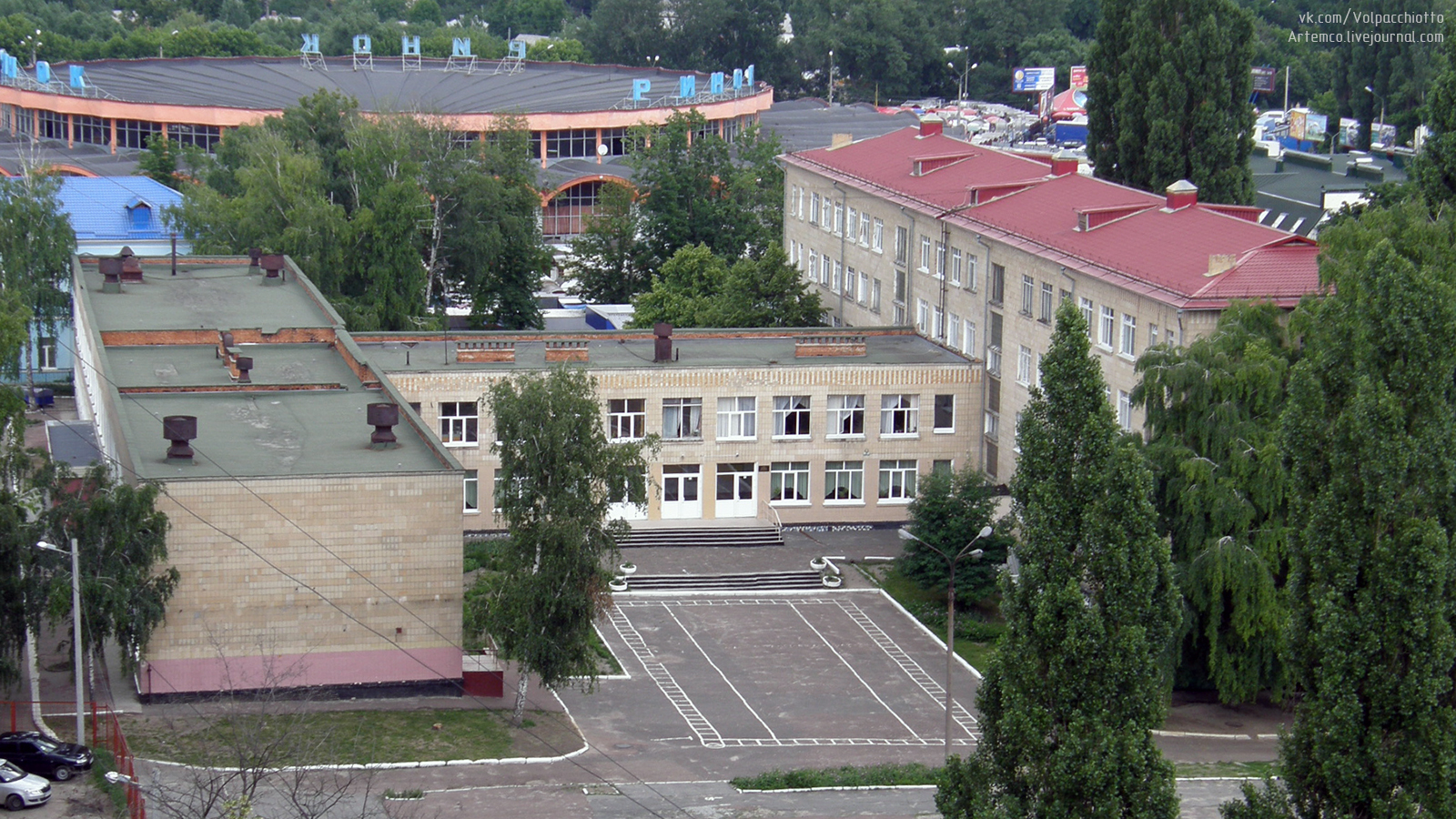
Суми, школа № 12, 1971
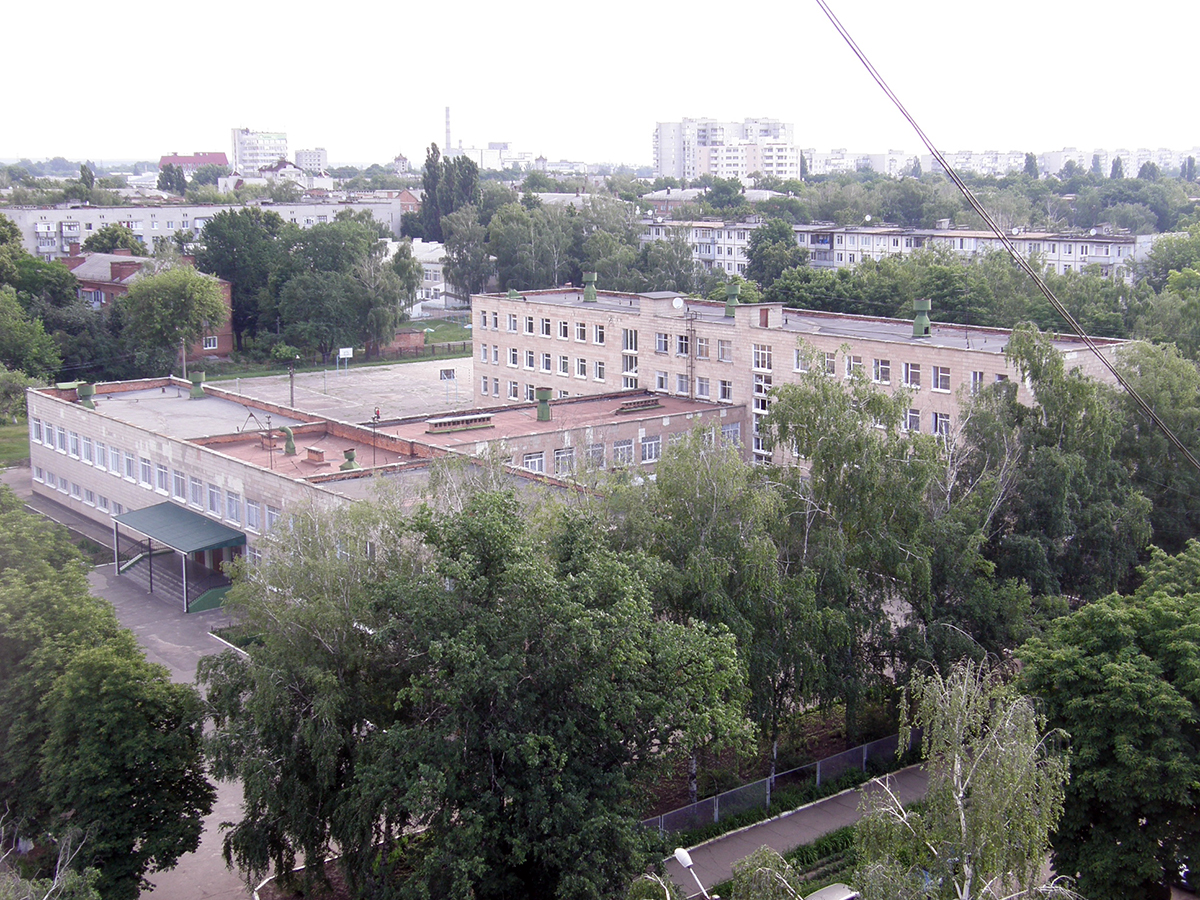
Суми, школа № 10, 1972
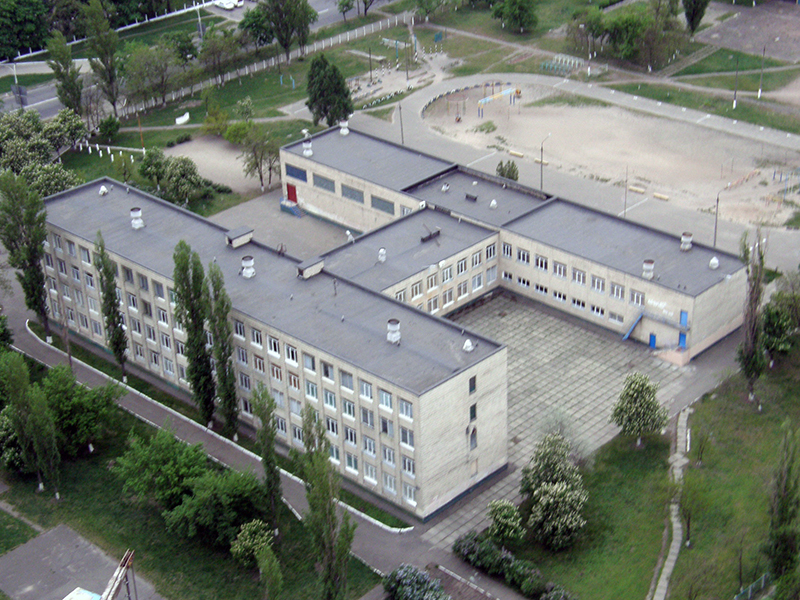
Київ, школа № 209, 1973
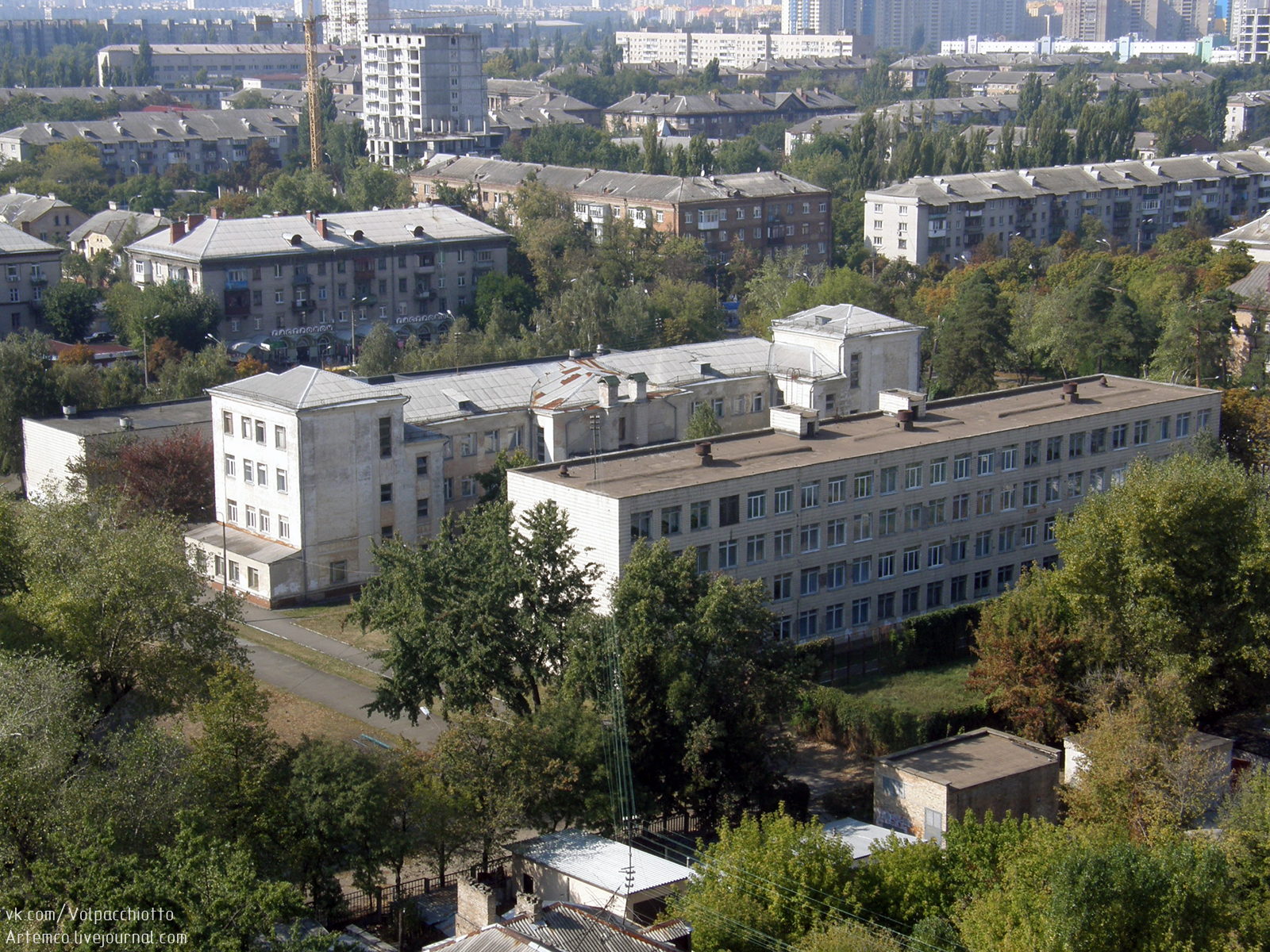
Київ, школа № 127, 1976, будівля проєкту розз'єднана посередині і побудована спереду і ззаду старого корпусу школи 103 проєкту (1936 р.)
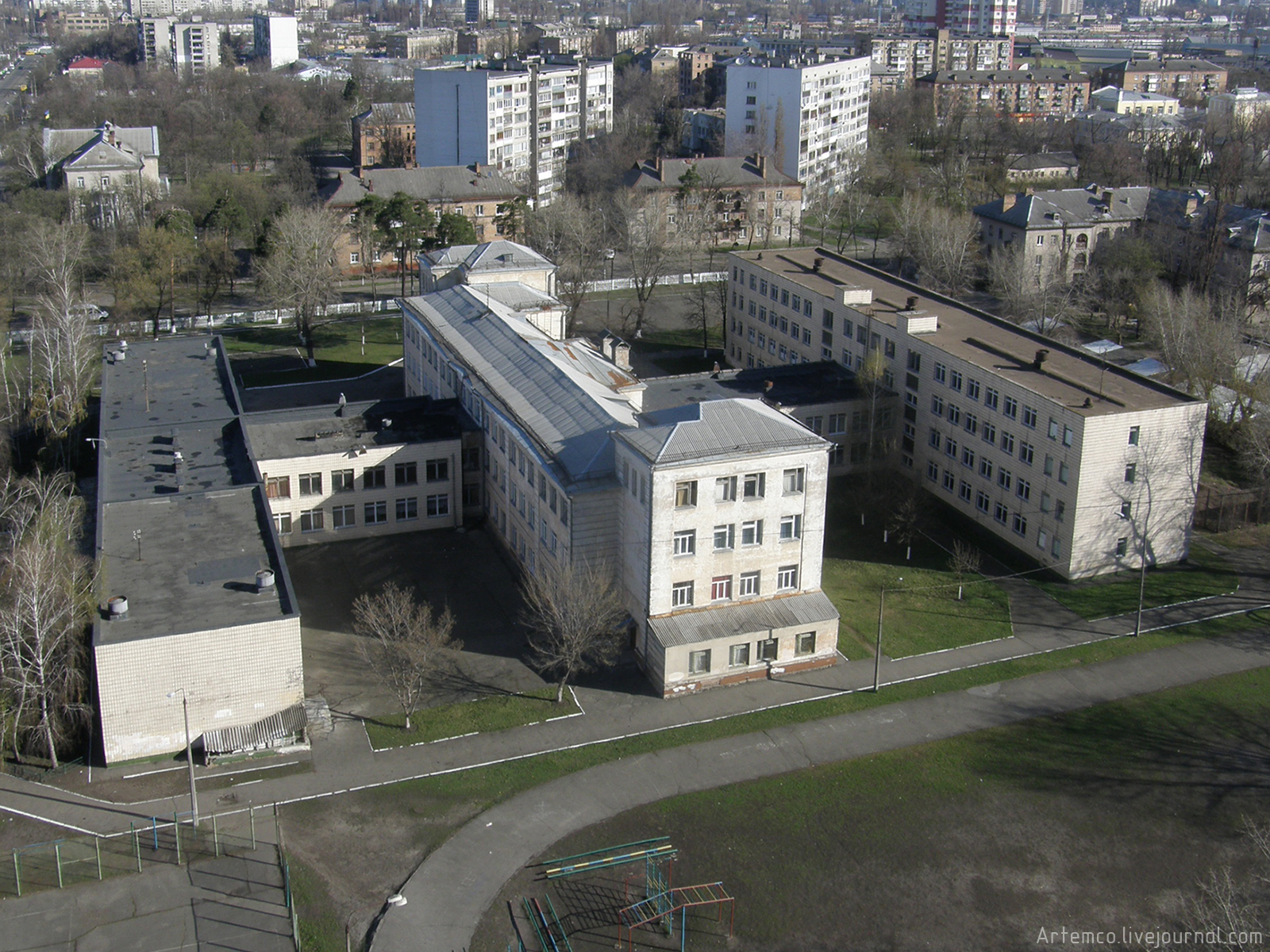
Київ, школа № 127, 1976, будівля проєкту розз'єднана посередині і побудована спереду і ззаду старого корпусу школи 103 проєкту (1936 р.)
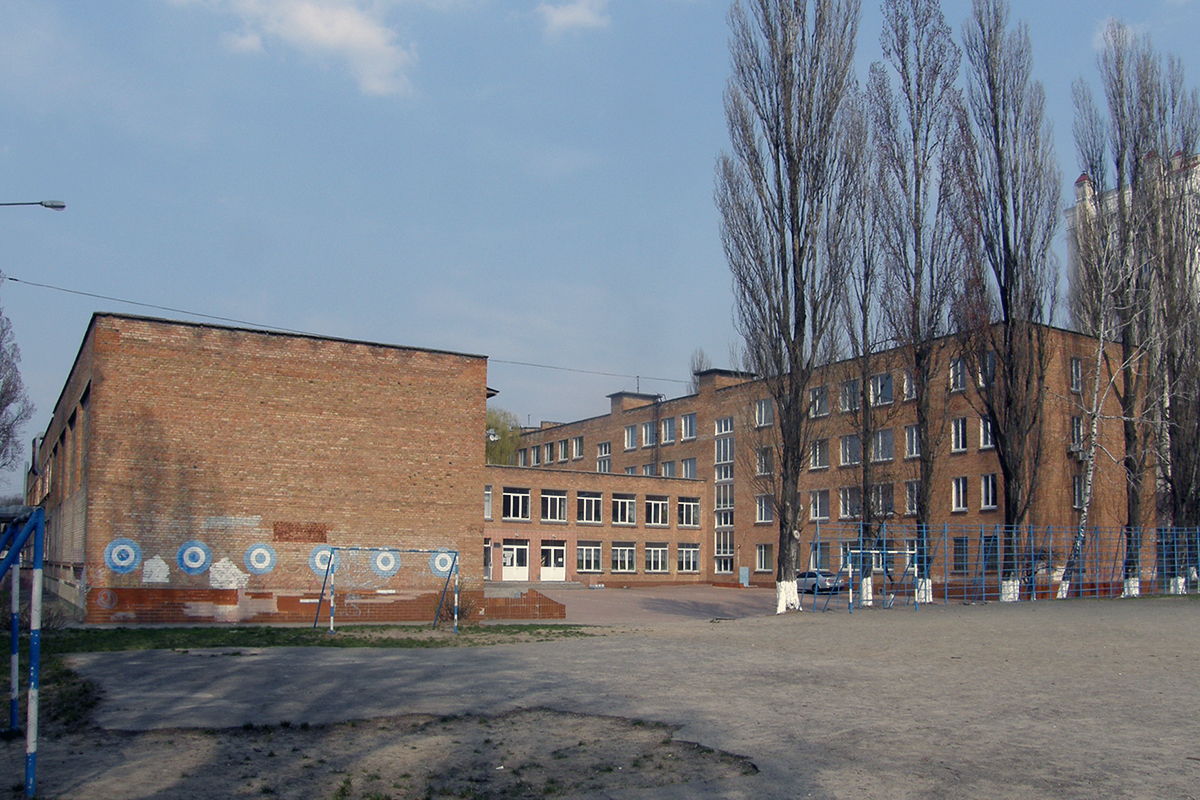
Київ, школа № 28
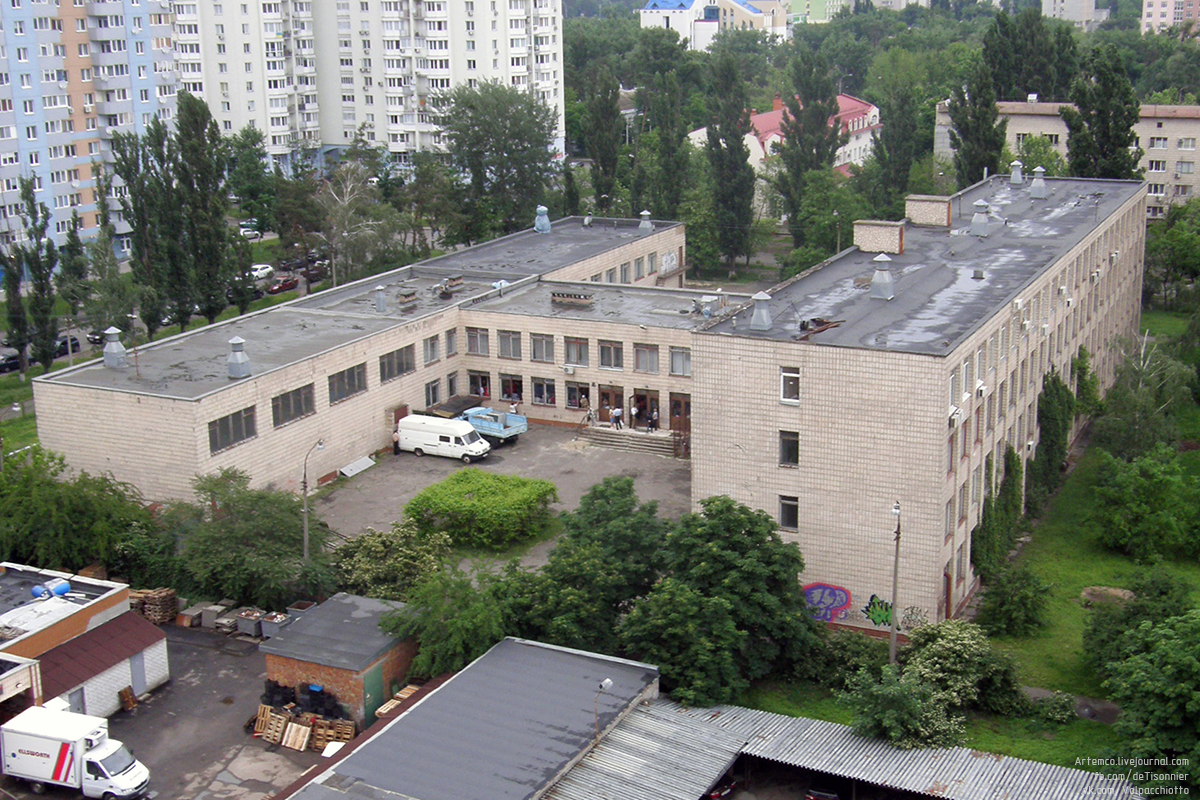
Управління юстиції Дніпровського району м. Києва
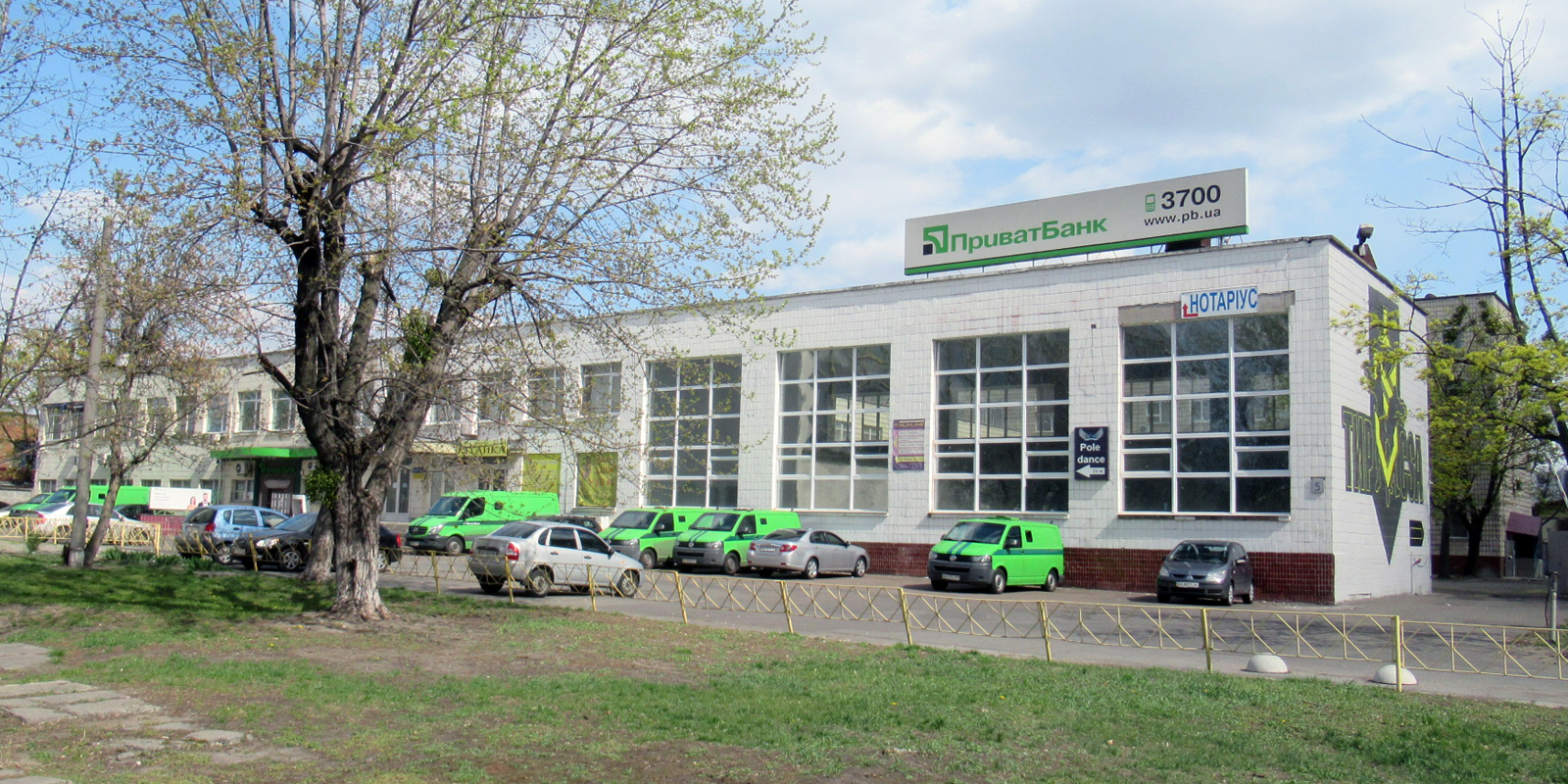
Київська морська школа ТСОУ
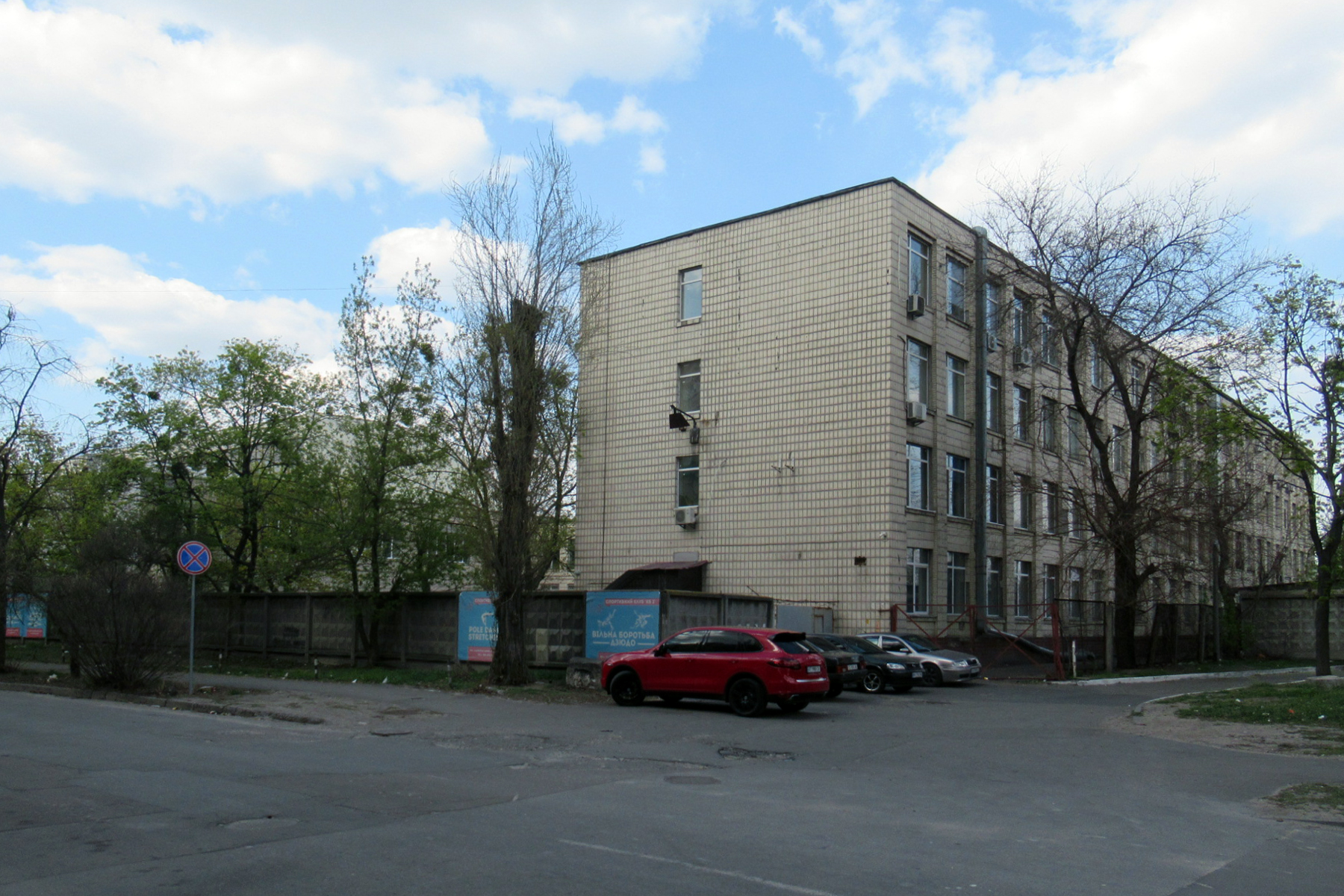
Київська морська школа ТСОУ
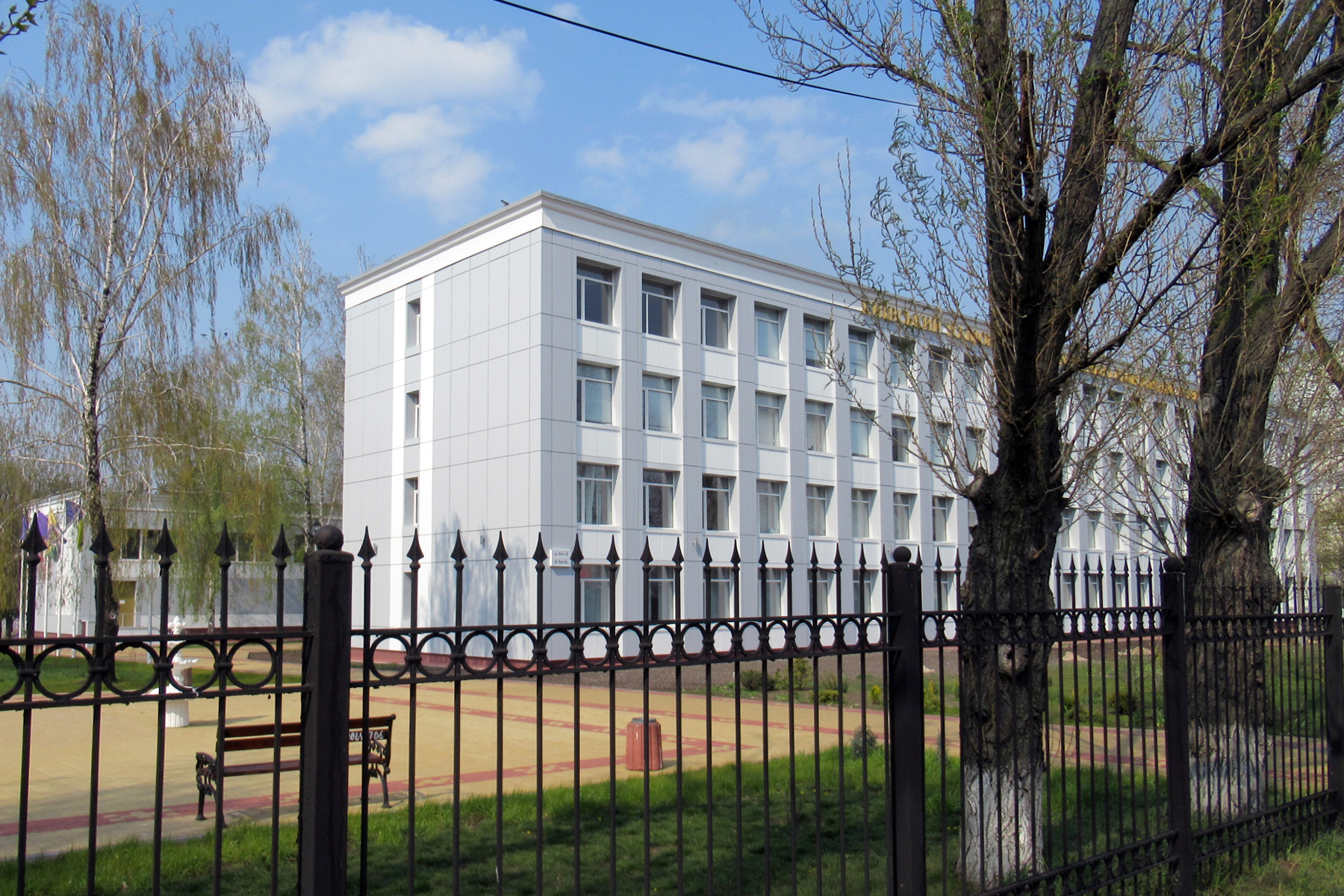
комерційне училище Київського торговельно-економічного університету